# Campeonato Salvadoreño de Fútbol de 1946
El Campeonato Salvadoreño de Fútbol de 1946 fue la novena y última temporada de la primera división del fútbol salvadoreño,en la era amateur. Libertad FC fue el campeón de la temporada, el primer título del club.

## Clubes participantes
| Equipo           | Método de calificación       |
| ---------------- | ---------------------------- |
| Libertad FC      | Campeones de la Zona Central |
| Once Municipal   | Campeones de la zona oeste   |
| Luis Ángel Firpo | Campeones de la Zona Este    |

## Torneo

### Partidos
| 1946 | Luis Ángel Firpo | 0-2 | Libertad FC |  |  |

| 1943 | 11 Municipal | 0-1 | Libertad FC |  |  |

| 1943 | Luis Ángel Firpo | 1-1 | 11 Municipal |  |  |

| 1943 | Libertad FC | 2-0 | Luis Ángel Firpo |  |  |

| 1943 | 11 Municipal | 3-1 | Luis Ángel Firpo |  |  |

| 1946 | Libertad FC | vs. | 11 Municipal |  |  |

11 Municipal se rehuso a jugar el último partido ya que Libertad FC era prácticamente campeón.

### Clasificación
| Equipo           | PJ | PG | PE | PP | GF | GC | Dif. | Pts. |
| ---------------- | -- | -- | -- | -- | -- | -- | ---- | ---- |
| Libertad FC      | 3  | 3  | 0  | 0  | 5  | 0  | 5    | 6    |
| 11 Municipal     | 3  | 1  | 1  | 1  | 4  | 3  | 1    | 3    |
| Luis Ángel Firpo | 4  | 0  | 1  | 3  | 2  | 8  | -6   | 1    |

Dos Puntos por victoria y uno por empate.